# FK IMT Belgrade
Maillots
Le FK IMT Belgrade (serbe en écriture cyrillique : ФК ИМТ), officiellement abrégé en FK IMT, est un club de football serbe situé à Novi Beograd dans la municipalité de Belgrade, en Serbie.
Le club participe depuis 2023 à la SuperLiga, la première division du championnat serbe.

## Histoire
Le club est fondé par l'entreprise IMT, un fabricant de machines agricoles, en 1953. Il remporte le championnat de la zone de Belgrade lors de la saison 1986-1987 et se voit alors promu au quatrième échelon du football yougoslave.
Après avoir remporté une nouvelle fois le championnat de la zone de Belgrade en 2014, le club est promu en Ligue serbe de Belgrade, le troisième niveau du football serbe. Il y évolue au cours des six saisons suivantes. Lors de la saison 2019-2020 interrompue par la Covid-19, le club termine à la première place et se trouve promu pour la première fois en Prva liga, la deuxième division nationale. Il remporte ce championnat en 2023 et se voit alors promu en SuperLiga, l'élite du football serbe, où il se maintient à l'issue de sa première saison.
En 2024, il recrute trois joueurs évoluant en France, Yoann Court, Maxime Do Couto Teixeira et Ugo Bonnet. Merdian est le sponsor du club.